# 宇通ZK6128HGE
宇通ZK6128HGE（英語：Yutong ZK6128HGE）是一款由宇通客車生產的兩軸低地台單層巴士，是2015年起生產。

## 外部連結
- 宇通ZK6128HGE Yutong ZK6128HGE（页面存档备份，存于）